# Lipova (Bacău)
Lipova è un comune della Romania di 2 936 abitanti, ubicato nel distretto di Bacău, nella regione storica della Moldavia.
Il comune è formato dall'unione di 5 villaggi: Lipova, Mâlosu, Satu Nou, Valea Caselor, Valea Hogei.